# 翩翩
《翩翩》是蒲松龄的小说《聊斋志异·卷三》中的一个故事。翩翩是故事中的女主人公，一个仙女。
故事中的男主角陕西彬县人罗子浮是一位官宦子弟。14岁时就开始嫖娼，并且和妓女去金陵住了半年。在金陵他染上了恶疮，被妓女赶了出去，只好一身恶臭沿街乞讨，也无脸回家。有一天他偶然在一个山寺里遇到一位善良美丽的女子，叫做翩翩。她把罗子浮带回深山洞府，用溪水给他洗澡，还用了一晚上用芭蕉叶大小的叶子给罗子浮做了一件衣服。
罗子浮第二天醒来，发现身上的恶疮已经结痂脱落，叶子做的衣服穿到身上变成了一件绿色的锦衣。翩翩还用叶子剪出了各种美味佳肴，罗子浮在山洞中住了下来，并且他和翩翩结为了夫妻。

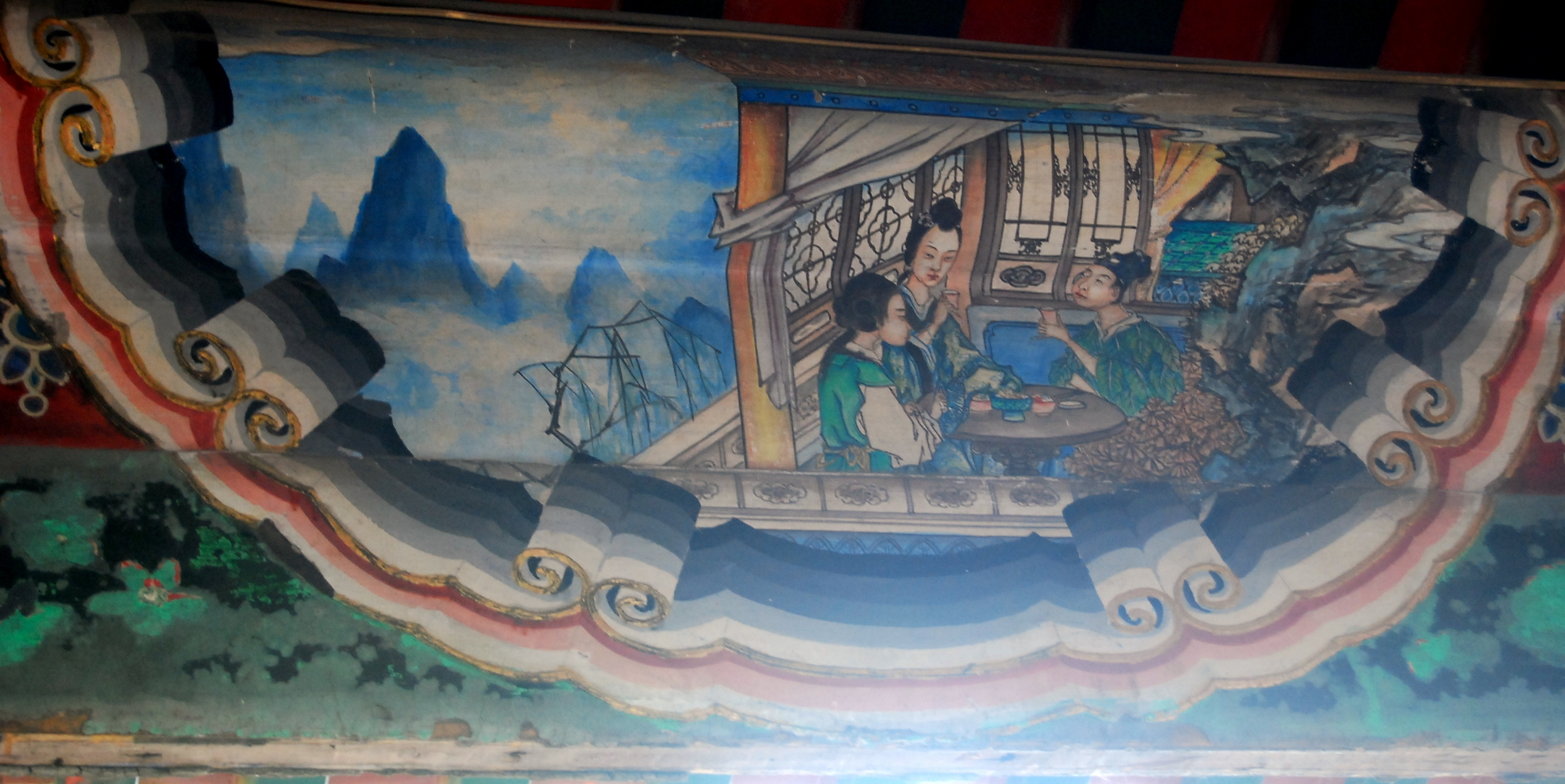
颐和园长廊彩绘：翩翩与花城娘子和罗子浮饮酒时的情景

有一天，翩翩的好友花城娘子来祝贺他们的婚姻。罗子浮看到花城娘子风流妩媚，就对她动手动脚，但是每次刚一动手，罗子浮身上的衣服就变成了叶子，只有他收起邪念，衣服就又恢复原状。花城娘子提醒翩翩罗子浮行为不端，但是翩翩并没有太在意。到了冬天，翩翩用白云做成棉衣让罗子浮御寒。
过了一年，他们有了孩子。又过了好些年，儿子长大成人，与花城娘子的女儿结婚了。一家人都住在山洞里。后来，罗子浮带着儿子和儿媳回老家探亲，等回来的时候，原来住过的地方已经人去楼空，没有了翩翩的踪迹。
翩翩这样的仙女形象是蒲松龄笔下的仙女形象的典型代表，平民化，与凡人成亲，养儿育女，追求道德完美和人生的幸福。